# Erick Kiptoon
Erick Chepkwony Kiptoon, talvolta accreditato come Kiptum (24 maggio 1978), è un ex maratoneta keniota.

## Competizioni internazionali
2000
- Bronzo alla Maratonina Valle dei Laghi ( Pietramurata) - 1h04'45"
- 5º alla Mezza maratona di Mondsee ( Mondsee) - 1h07'31"
- Argento alla Ponte in Fiore ( Ponte in Valtellina), 8 km - 23'35"

2001
- Bronzo alla Maratona di Firenze ( Firenze) - 2h16'39"
- 5º alla Chepkoilel Campus ( Eldoret), 15 km - 45'11"

2002
- 6º alla Maratona d'Italia ( Carpi) - 2h13'32"
- Argento alla Mezza maratona di Pavia ( Pavia) - 1h02'49"

2003
- 5º alla Maratona d'Italia ( Carpi) - 2h16'27"
- 4º alla Maratona di Napoli ( Napoli) - 2h14'43"
- 4º alla Mezza maratona di Prato ( Prato) - 1h03'12"
- Argento alla Mezza maratona di Riba-roja de Túria ( Riba-roja de Túria) - 1h03'42"

2014
- 7º alla Maratona di Francoforte ( Francoforte sul Meno) - 2h15'04"
- Oro alla Maratona di Valencia ( Valencia) - 2h14'32"

2005
- Argento alla Maratona di Beirut ( Beirut) - 2h19'55"
- Bronzo alla Maratona di Valencia ( Valencia) - 2h15'10"